# Valcabadillo

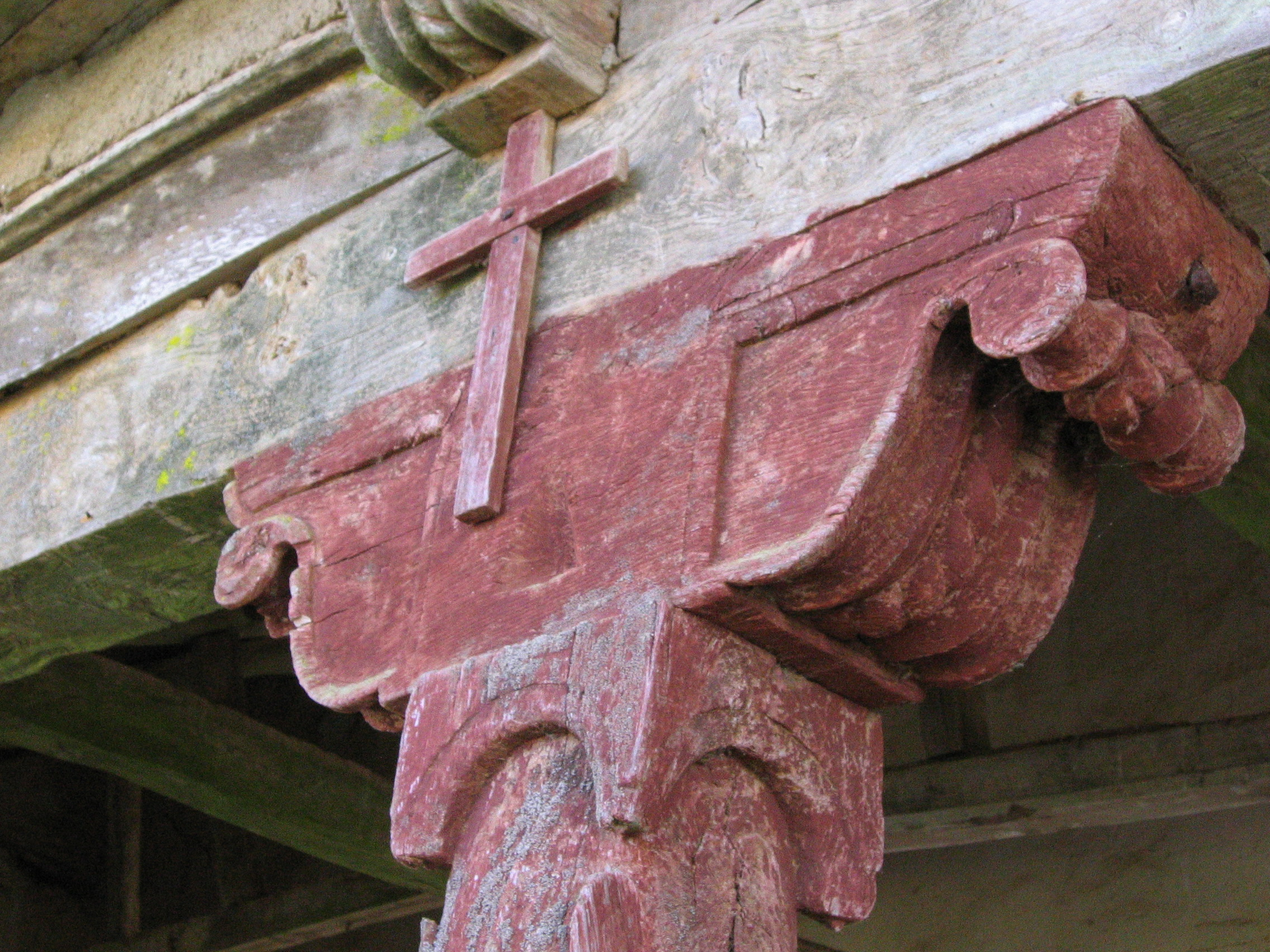
Pilastra toscana de madera policromada en la Iglesia de San Miguel.

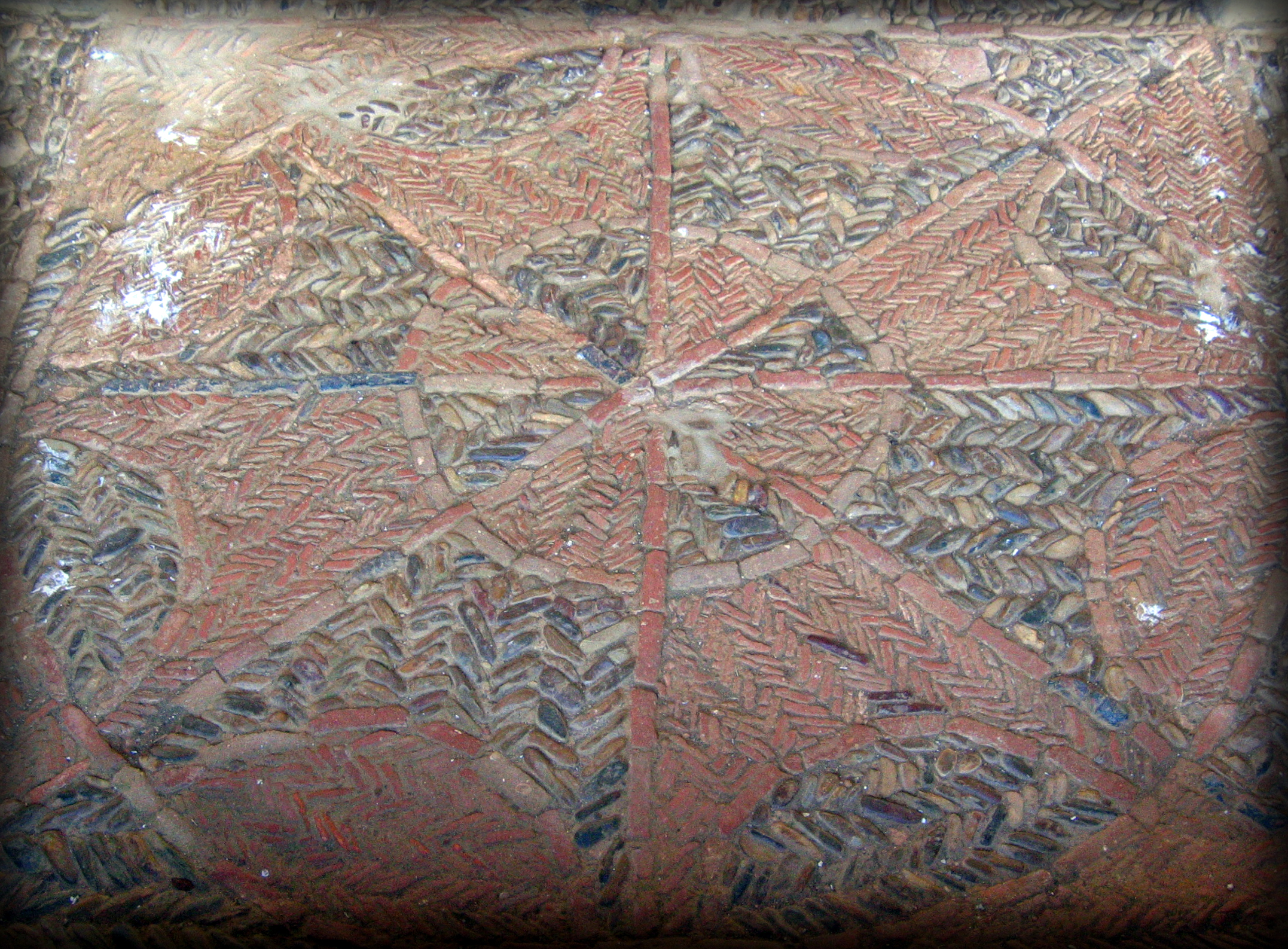
Empedrado de la Iglesia de San Miguel.

Valcabadillo es una localidad y también una pedanía del municipio de Saldaña situada en la provincia de Palencia, comunidad autónoma de Castilla y León (España).

## Datos básicos
- Altitud: 968 m s. n. m.
- Latitud: 42º 34' N
- Longitud: 04º 45' O
- Código INE: 34157
- Código Postal: 34117

## Demografía
Evolución de la población en el siglo XXI
| Gráfica de evolución demográfica de Valcabadillo entre 2000 y 2023 |
|                                                                    |
| Población de derecho (2000-2020) según el padrón municipal del INE |

## Historia
A la caída del Antiguo Régimen la localidad se constituye en municipio constitucional y que en el censo de 1842 contaba con 22 hogares y 114 vecinos, para posteriormente integrarse en Villafruel.
Cerca de su término se encontraba el importante Monasterio de Valcavado.